# Font del Manar
La font del Manar, també coneguda popularment com la font del Manart, font de les Flandes o font de Can Vidal, és una font natural situada a la sortida del llogarret dels Casots, al municipi de Subirats (Alt Penedès), al costat de la carretera que arriba fins a la N-340. El seu cabal és permanent.
L'aigua prové de la penya que hi ha més amunt, des d'on es canalitza fins a la font. Alguns ramats solien beure l'aigua de la font, fins que el 1982 es va prohibir l'afluència de bestiar a l'indret, per motius d'higiene.
A causa de la gran formació de tosca, una pedra calcària que es forma per la successiva sedimentació de la calç, cap a l'any 1973, la font es va modificar, posant-hi un sifó.
La font està feta amb blocs irregulars de pedra lligats amb ciment. S'observen dues basses o dipòsits amb aigua; la bassa on raja l'aigua des del broc és de forma quadrada, rematada per un marc de ciment. Sobre el broc hi ha una cavitat a la paret, com un negatiu. Al costat d'aquesta basa hi ha l'altra, de forma semicircular, rematada amb maons plans inclinats, a mode de safareig.

## Toponímia
El topònim de la font ha anat evolucionant per transmissió oral i, mentre uns parlen de 'manar', d'altres es refereixen a 'manart'. Probablement en els orígens s'utilitzava 'manar' per referir-se aquesta font, que segons els veïns dels Casots, no s'ha tallat mai, de forma que es refereixen a 'la font que no ha deixat mai de manar'.
El nom de Flandes fa referència a les Flandes dels Casots, unes formacions de pedra calcària de formes capritxoses, i el nom de Can Vidal prové de la masia propera anomenada així.